# 阿讷西列斯圣母堂
列斯圣母堂（法語：Église Notre-Dame-de-Liesse）是一座天主教教堂，位于法国奥弗涅-罗讷-阿尔卑斯大区上萨瓦省省会阿讷西。

## 历史
列斯圣母堂由日内瓦伯爵阿梅迪三世建于1360年，原址是一个古老的小堂和中世纪广场，靠近一个中世纪济贫院。伯爵希望让这座新教堂成为家族墓地。教堂于1394年完成，1398年祝圣。
1793年，咏经席被阿讷西革命政府摧毁，以便举行大型群众集会。钟楼虽然未被夷为平地，但也被拆除尖顶。在19世纪初，围绕"自由之树"的广场成为阿讷西政治生活的中心。
1815年，堂区恢复，教堂重建。现在的教堂建于1846-1851年，建在受损严重的旧堂基础上，保留了一些旧建筑的元素。其新古典主义立面建于1846年。堂内有两个祭坛: 左边一个供奉聖方濟各·沙雷氏，另一个供奉玫瑰圣母。
教堂前面的广场大体保存了下来，被咖啡馆和商店包围，称为圣母广场（place Notre-Dame），作为阿哥拉（市集），出售鸡蛋、奶酪和蔬菜，直到1854年。1859年，安装了喷泉与方尖碑，装饰以狮子和海龟。

## 保护
17世纪的大钟和19世纪的画作十字架上的基督受到保护。